# (1193) Африка
(1193) Африка (лат. Africa) — типичный астероид главного пояса, который был открыт 24 апреля 1931 года южноафриканским астрономом Сирилом Джексоном в обсерватории Йоханнесбурга и был назван в честь континента — Африка.

Орбита астероида Африка и его положение в Солнечной системе
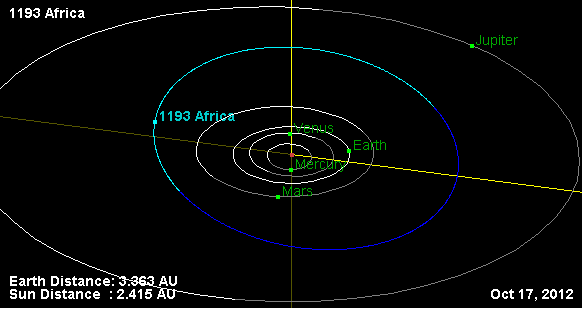
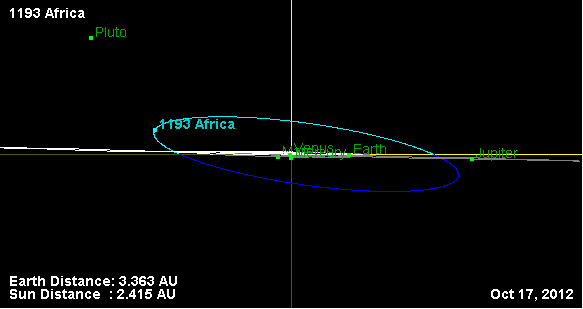